# Pandanus bakeri
Pandanus bakeri är en enhjärtbladig växtart som beskrevs av Otto Warburg. Pandanus bakeri ingår i släktet Pandanus och familjen Pandanaceae.
Artens utbredningsområde är Madagaskar. Inga underarter finns listade.